# Sceautres
Sceautres település Franciaországban, Ardèche megyében. Lakosainak száma 147 fő (2022. január 1.). Sceautres Alba-la-Romaine, Aubignas, Berzème, Saint-Martin-sur-Lavezon és Saint-Pons községekkel határos.

## Népesség
A település népessége az elmúlt években az alábbi módon változott:
| Lakosok száma | 125  | 96   | 96   | 133  | 144  | 143  | 144  | 146  | 151  | 147  |
|               | 1968 | 1982 | 1990 | 2006 | 2013 | 2015 | 2017 | 2019 | 2020 | 2022 |